# Spilosoma bergmani
Spilosoma bergmani là một loài bướm đêm thuộc phân họ Arctiinae, họ Erebidae.